# Grotte Sơn Đông
La grotte Sơn Đoòng, mieux connue comme la grotte Hang Son Doong (du vietnamien : Hang Sơn Đoòng signifiant Caverne de la montagne), se trouve dans le district de Bo Trach, dans le nord de Đồng Hới, dans la province de Quảng Bình au Viêt Nam. Elle fait partie du parc national de Phong Nha-Kẻ Bàng, près de la frontière avec le Laos.
La grotte est actuellement considérée comme la plus vaste galerie souterraine au monde. On pourrait y édifier tout un quartier d'immeubles de quarante étages. C'est l'une des vingt nouvelles grottes découvertes au Viêt Nam en 2010. Elle fait partie d'un réseau de quelque 150 grottes dans la cordillère annamitique. Une rivière souterraine d'environ 8 kilomètres l'a creusée voilà deux à cinq millions d'années.

## Description de la grotte
D'après des relevés au laser, la taille de Son Doong serait estimée à plus de 9 kilomètres de long, avec notamment une galerie ininterrompue de 200 mètres de haut sur 100 mètres de large, soit au total deux fois les dimensions de la Deer Cave (Grotte du Cerf) de Malaisie — la plus grande galerie souterraine du monde connue jusqu'ici. Son espace le plus large permettrait de contenir deux avions Boeing 747. Elle est si vaste que l’on pourrait y faire tenir un quartier d’immeubles de quarante étages, mais c’est une luxuriante jungle qui prospère sous les parois de la grotte, ainsi que des étangs.
Ses cavités hébergent un écosystème unique.

## Découverte
Le site a été découvert par Hô Khanh en 1991. Ce dernier a aidé les scientifiques britanniques à dégager l'entrée et à explorer pour la première fois la grotte en avril 2009.

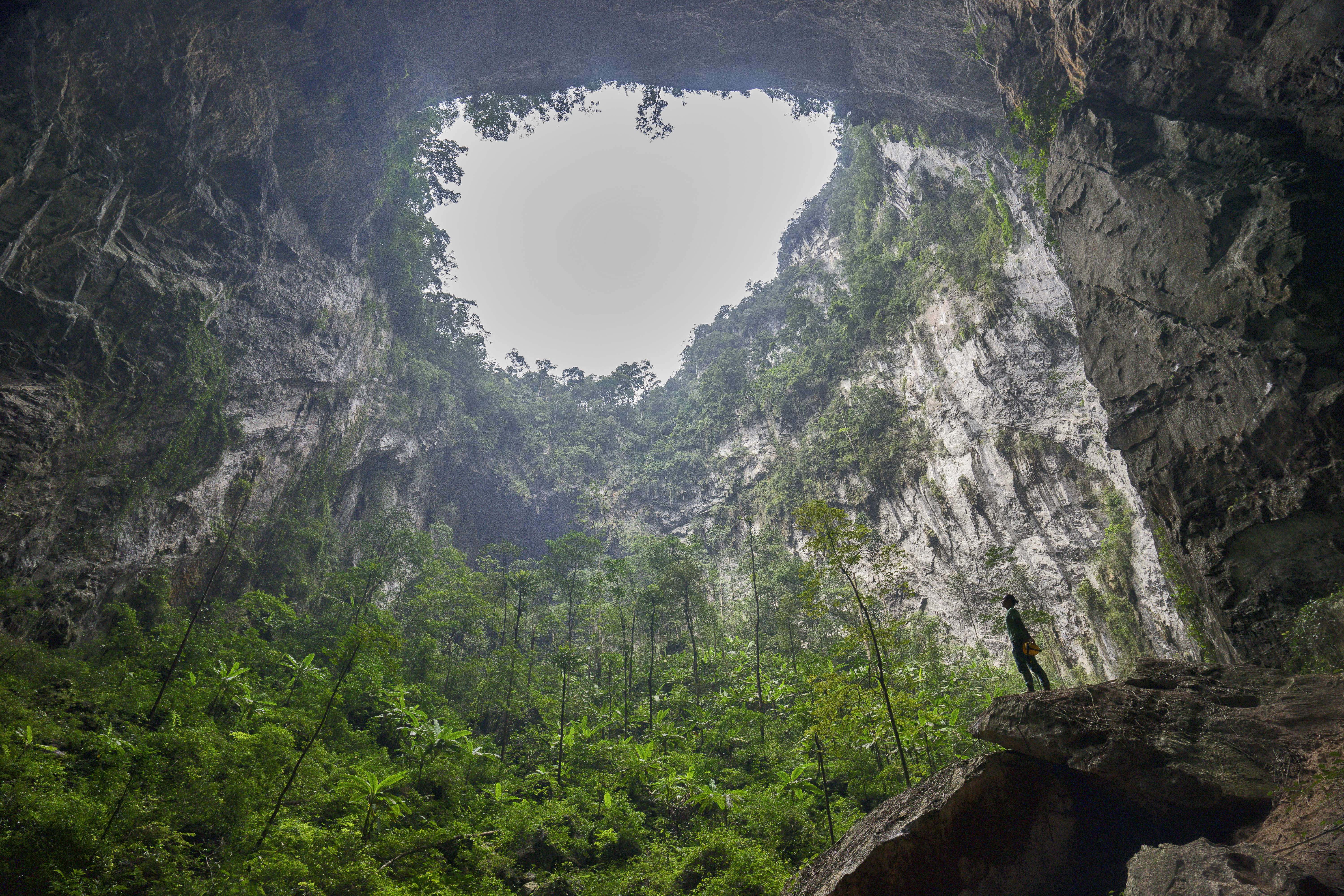